# Trote (troça)
Um trote ou troça (em Portugal), é geralmente uma situação armada para produzir o que seu perpetrador imagina que seja um resultado físico humorístico às custas do alvo. Visto que posteriormente a calúnia ou trapaça é geralmente revelada à vítima, esta sente-se ridícula ou vitimizada. Pode ser argumentado, entretanto, que há um traço inerente de crueldade na maioria dos trotes. Contudo, alguns grupos, tais como o Improv Everywhere de Nova Iorque, meramente intentam levar humor à vida de estranhos, sem humilhar ou machucar ninguém.
No Brasil, trote também é uma forma violenta ou constrangedora de recepção de calouros à universidade. No trote estudantil, os veteranos costumam humilhar os chamados "bixos" (sic) com brincadeiras desagradáveis, tais como quebra de ovos, farinha, tintas etc. Há diversos casos de jovens que se feriram ou mesmo vieram a falecer devido a abusos nos trotes estudantis.

## Tipos de trotes (troças)
- Avisos falsos, como um cartaz de "chute-me" grudado nas costas de alguém, uma placa de "porta automática" ao lado de uma porta convencional, ou deixar cair uma caixa de papelão sobre o pé de alguém, depois de fingir que ela é muito pesada;
- Tirar ou levantar a roupa de alguém para que ela exponha alguma parte íntima do corpo ou sua roupa de baixo, especialmente em público;
- Interrupção-surpresa, utilizando (por exemplo), fios esticados, almofadas que produzem sons inconvenientes, graxa na parte interna da maçaneta da porta de um carro, sachês furados de ketchup sob o assento do vaso sanitário, ou cadeiras com uma perna mais curta que as demais;
- Trapaças visuais, como canetas que vazam "tinta" e mancham a roupa da vítima (a mancha desaparece em poucos minutos), afrouxar a tampa do saleiro para que a vítima, ao usá-lo, derrame todo o conteúdo, falsas flores de lapela que esguicham água, falsos cigarros acesos que são "esquecidos" sobre documentos importantes, excrementos falsos feitos de plástico e armas que quando são disparadas, desfraldam uma bandeirola onde se lê "bang";
- Tarefas para tolos, tais como buscar a "máquina de achar diferenças" ou comprar "papel-carbono em pó";
- Boatos fantasiosos ou situações forjadas junto aos/pelos meios de comunicação de massa, tais como pousos falsos de OVNIs e falsas entrevistas de celebridades envolvendo questões grosseiras ou ridículas;
- Personificação espontânea, tais como atender o telefone dizendo ser do açougue ou da pizzaria, e anotar pedidos de encomenda de alguém que na verdade, discou o número errado;
- Travessuras verbais e tipográficas, tais como imprimir um bloco de texto de tal forma que as primeiras letras de cada linha compõe uma mensagem irreverente, ou ensinar a alguém um frase supostamente útil em outro idioma, a qual, na verdade, é um insulto (tal como "Tu es une vache" em francês, que significa "Você é uma vaca".)